# إنكيري أنتيلا
سيلفي إنكيري أنتيلا (29 نوفمبر 1916 - 6 يوليو 2013) كانت قانونية وعالمة في علم إلاجرام الفنلندية كما شغلت منصب وزير العدل الفنلندي أثناء حكومة كيجو ليناما المؤقتة وذلك في عام 1975. ودرست القانون الجنائي في جامعة هلسنكي وأصبحت أول امرأة في فنلندا تحصل على الدكتوراة في القانون في عام 1946 وأول أستاذة في القانون الجنائي في فنلندا لعام 1961.

## النشأة والتعليم
ولدت سيلفي إنكيري أنتيلا في 29 نوفمبر 1916 في مدينة فيبورغ الواقعة في دولة فنلندا وكانت الطفلة الوحيدة لعائلة (Veini Metsämies) وكانت سيلفي أيريو محامية وموسيقية كما تخرجت من الثانوية العامة عام 1933 وتوجهت إلى كلية القانون في جامعة هلسنكي. وتزوجت سولو أنتيلا في الثامن من ديسمبر 1934 وهو طبيب مختصص بالأمراض الصدرية ولديهم ثلاثة أطفال تتفاوت ولادتهم من عام 1938 وحتى 1944. حصلت إنكيري أنتيلا على درجة الماجستير في القانون عام 1937 واجتازت اختبار نقابة المحامين في عام 1942. انتقلت العائلة إلى مدينة إيماترا والتي يعمل بها زوجها سولو في المصحة المحلية والتي أُخلت خمس مرات أثناء حرب الاستمرار.
حصلت إنكيري أنتيلا درجة دكتوراة الفلسفة في القانون الجنائي من جامعة هلسنكي عام 1946 وذلك بعد الدفاع عن أطروحتها بعنوان «الموافقة كأساس مبرر». وكانت أول امرأة في فنلندا تحصل على درجة الدكتوراة في القانون وحصلت لاحقًا على درجة الماجستير في علم الاجتماع من جامعة هلسنكي في عام 1954.

## المهنة
أصبحت إنكيري أستاذة مشاركة في القانون الجنائي والإجرائي في عام 1947، وأكملت أطروحة تأهيلية في القانون الجنائي في العام التالي. وفي الخمسينات كانت مديرة مركز تدريب موظفي السجون ونشرت أعمالًا عن القانون الجنائي. مُنحت بمنحة أستاذيّة كاملة بجامعة هلسنكي في عام 1961 وأصبحت أول أستاذة في القانون الجنائي في فنلندا. وفي عام 1963 أصبحت أول مديرة لمعهد علم الجريمة في وزارة العدل الفنلندية وقادت مختلف اللجان الحكومية المعنية بجرائم الأحداث والإجهاض وحقوق المرأة. وفي أثناء ذلك الوقت كانت تستضيف إنكيري في كثير من الأحيان «لجنة عمل ليلية» في منزلها كمكان للمناقشة حيث يمكن لطلاب الدكتوراة في القانون الجنائي الحصول على التوجيه والإشراف غير الرسمي.

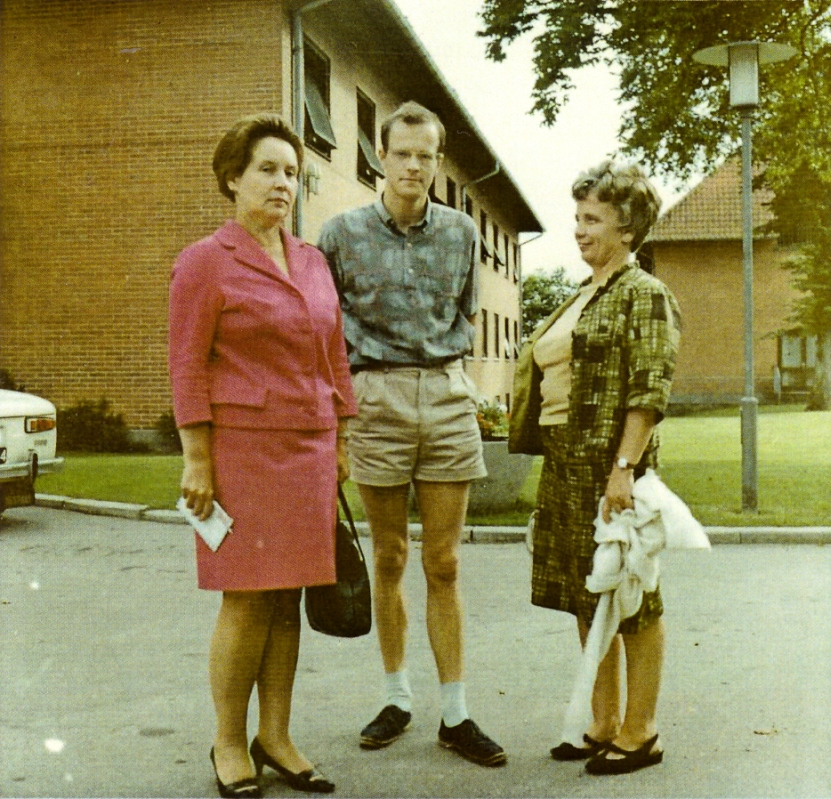
أنتيلا وكارل نوردنسترينج وبيرجيت إيويرد في الدنمارك عام 1967

عيّن رئيس الوزراء المؤقت كيخو ليناما إنكيري أنتيلا وزيرةً للعدل وذلك في 13 يونيو 1975 وشغلت هذا المنصب حتى 30 نوفمبر 1975 عندما تم تشكيل حكومة ائتلافية جديدة، كما كانت أول وزيرة للعدل في فنلندا وقادت مناقشات لإصلاح الأحكام المشروطة والقيادة تحت تأثير الكحول والإفراج المشروط خلال فترة ولايتها والبالغة ستة أشهر. كما عملت على إلغاء قانون يمنع المرأة من العمل في بعض الأدوار الحكومية وخلال هذا العام أيضًا انتُخبت إنكيري أنتيلا رئيسة لمؤتمر الأمم المتحدة العالمي للعدالة الجنائية وكانت أول مديرة للمعهد الأوروبي في أوائل الثمانينيات لمنع الجريمة ومكافحتها التابع للأمم المتحدة (HEUNI) والذي كان يقع في فنلندا.
دعت إنكيري أنتيلا طوال حياتها المهنية إلى اتباع نهج إنساني في العدالة الجنائية والعمل من أجل إجراء إصلاحات في إصدار الأحكام على المجرمين وتحسين أوجه الحماية والخدمات للضحايا، كما وُصفت في الخمسينات بأنها «إصلاحية مؤثرة» للسياسات الجنائية الفنلندية القاسية.

## الوفاة
تلقت إنكيري أنتيلا حتفها في السادس من يوليو لعام 2013 في هلسنكي بعمرٍ يناهز الستة والتسعين (96).

## منشورات منتقاة
وفقًا لـ (الفهرس العالمي) WorldCat، قامت أنتيلا بتأليف 79 عملاً بين عامي 1946 إلى 2009. تشمل المنشورات المختارة:
- Anttila، Inkeri (1974). Current Scandinavian criminology and crime control. Helsinki: Research Institute of Legal Policy. ISBN:9789517040198. OCLC:83852069.
- Anttila، Inkeri (1975). Incarceration for crimes never committed. Helsinki: Research Institute of Legal Policy. ISBN:9789517040266. OCLC:6041446.
- Anttila، Inkeri (1979). Women in the criminal justice system. Helsinki: Research Institute of Legal Policy. ISBN:9789517040587. OCLC:8346669.
- Anttila، Inkeri (2001). Raimo، Lahti؛ Patrik، Törnudd (المحررون). Ad ius criminale humanius: essays in criminology, criminal justice and criminal policy. Helsinki: Finnish Lawyers' Association. ISBN:9789518551938. OCLC:49557065.